# آیانا اونوزوکا
آیانا اونوزوکا (انگلیسی: Ayana Onozuka؛ زادهٔ ۲۳ مارس ۱۹۸۸) ورزشکار اسکی نمایشی اهل ژاپن است. او مدال برنز بازی‌های المپیک زمستانی سوچی ۲۰۱۴ و مسابقات جهانی اسکی آزاد FIS ۲۰۱۳ را به دست آورد.